# Румен Йовов
Румен Николов Йовов е български художник живописец, абстракционист.
• Роден на 13 януари 1952 г. София
• Завършил 31 СОУ „Иван Вазов“ София
• Завършил Националната Художествена Гимназия акад. Илия Петров” София

• Завършил Националната Художествена Академия „Николай Павлович“ София, специалност „живопис“

• Художествен редактор в списание „„Музеи и паметници на културата“

• Преподавател по изобразително изкуство в 119 СОУ „акад. Михаил Арнаудов“ София

• Художествен директор в Център за нови стоки и опаковки, София

• Художествен директор на 5,6,9 палати на Пловдивския Панаир

• Художествен директор на „Булгартабак“

• Главен графичен дизайнер в „Болекс трейдинг“ ООД – бизнес софтуерни продукти.

• Март 2005 „Българските манастири“ – Самостоятелна изложба – зала България.

• Юни 2005 „Българските манастири“ – Самостоятелна изложба – зала Асен Златарев – София

• Септември 2007 United World Artists – сборна изложба на 100 автори от цял свят, раздел модерно изкуство – Париж.

• Ноември 2007 – март 2008 „Българските манастири“ – Самостоятелна изложба – Национален Исторически Музей.

Участвал в множество национални изложби за скулптура, приложно изкуство и живопис. Автор на опаковките на най-популярните български цигари Victory, Welcome, Kenton, TOP, Astor, O.K., Femina, Шипка, TIR (за Иран), Sofia (за Япония), Крим (за СССР) и много други. Илюстровал 3 детска книжки. Автор на множество модерни картини, многобройни малки месингови пластики. Има творби отлупени от колекционери Дания, Италия, Франция, Швейцария, Испания, Сърбия, Иран и Русия. Работи по мащабния живописен проект „Български манастири“ – поредица от над 100 картини.